# Linum goulimyi
Linum goulimyi är en linväxtart som beskrevs av Karl Heinz Rechinger. Linum goulimyi ingår i släktet linsläktet, och familjen linväxter. Inga underarter finns listade i Catalogue of Life.